# Swings Both Ways
Swings Both Ways è il decimo album del cantante inglese Robbie Williams. L'album è stato pubblicato il 18 novembre 2013. Si tratta della seconda incursione di Williams nel genere swing dopo Swing When You're Winning del 2001.
L'album, fin dalla copertina vecchio stile sulla falsariga di quelle di Frank Sinatra degli anni cinquanta, rispecchia l'amore di Williams per tale genere musicale jazz, nato negli anni venti ed evolutosi fino a divenire un genere definito nel 1935 negli Stati Uniti. Lo swing si distingue per un caratteristico movimento della sezione ritmica e per un tipo di esecuzione delle note con un ritmo "saltellante" (o "dondolante", appunto "swing" in inglese). Il disco è formato da sei nuove canzoni scritte dallo stesso Williams e da Guy Chambers, nonché da molte cover e duetti con altri artisti quali Lily Allen, Michael Bublé, Kelly Clarkson, Olly Murs e Rufus Wainwright.

## Descrizione
Il disco è il primo nuovo lavoro di Williams realizzato insieme al collaboratore di lungo corso Guy Chambers sin dai tempi di Escapology nel 2002. Chambers ha prodotto l'album e composto insieme a Williams 6 nuove canzoni.
Swings Both Ways ha raggiunto la vetta della classifica britannica Official Albums Chart, diventando il millesimo album ad aver raggiunto il numero 1 in Gran Bretagna secondo la Official Charts Company. Il disco ha venduto 109,000 copie nella prima settimana di uscita, divenendo l'undicesimo album number 1 della popstar nel Regno Unito, record condiviso con Elvis Presley. A livello internazionale, l'album ha raggiunto il primo posto in classifica in numerosi Paesi europei inclusi Austria, Germania, e Svizzera.
Swings Both Ways venne annunciato da Robbie Williams nel settembre 2013, e pubblicato dalla Island Records nel novembre seguente.
L'uscita dell'album venne accompagnata dalle dichiarazioni di Williams che affermò risolutamente di aver voluto fare un altro disco swing non solo perché è un genere musicale da lui amato, ma anche perché, dopo Swing When You're Winning del 2001, pensava fosse arrivato il momento giusto di pubblicare un altro album del genere. Williams aggiunse di come Swings Both Ways dovesse in origine essere molto simile al suo predecessore, salvo poi cambiare idea con l'aggiunta delle nuove tracce originali: «Andò che pianificai di farlo molto simile all'ultimo, e poi realizzai – che non era proprio quello che volevo davvero. È diverso – non è tutto cover, avevo qualche nuova canzone che volevo far ascoltare al mondo e, forse, riuscire con esse ad entrare a far parte della vita delle persone, se sono fortunato abbastanza. Così è molto simile a quello vecchio ma anche molto diverso... e spero di far innamorare il mondo!»
L'album contiene duetti con Lily Allen, Olly Murs, Rufus Wainwright, Kelly Clarkson e Michael Bublé, sia in brani classici che nel nuovo materiale. Lily Allen disse della sua collaborazione con Williams: «Dream A Little Dream è una delle mie canzoni preferite di tutti i tempi così non esitai quando Robbie mi chiese se mi sarebbe piaciuto duettare con lui nella canzone. Ero un po' nervosa mentre la registravamo, specialmente perché quando gli domandai cosa voleva che facessi, lui mi disse una cosa del tipo "sii soltanto te stessa". Ma sono molto felice di averla fatta e penso che abbiamo reso giustizia a un classico». Anche Murs si espresse circa la sua prima collaborazione con l'amico di vecchia data: «Ho assolutamente adorato lavorare con Rob sul suo album. Dopo essere stati insieme in tour in Europa quest'anno, era giusto che registrassimo qualcosa insieme, e I Wan'na Be Like You è un tale classico. È sempre magnifico quando puoi lavorare insieme ai tuoi amici!»

## Singoli
Shine My Shoes venne pubblicata come singolo promozionale il 12 settembre 2013, all'apertura delle prenotazioni dell'album, mentre dal 24 marzo 2014 come terzo singolo ufficiale.
Go Gentle fu pubblicata come primo singolo ufficiale estratto dal disco il 10 novembre 2013. Il secondo singolo è stato Dream a Little Dream, pubblicato il 13 dicembre 2013.

## Tracce
Edizione standard
1. Shine My Shoes – 3:23 (Robbie Williams, Guy Chambers, Chris Heath)
2. Go Gentle – 4:31 (Robbie Williams, Guy Chambers, Chris Heath)
3. I Wan'na Be Like You (feat. Olly Murs) – 3:31 (Richard M. Sherman, Robert B. Sherman)
4. Swing Supreme – 3:17 (Robbie Williams, Guy Chambers, Dino Fekaris, Frederick Perren)
5. Swings Both Ways (feat. Rufus Wainwright) – 3:58 (Robbie Williams, Guy Chambers, Rufus Wainwright)
6. Dream a Little Dream (feat. Lily Allen) – 3:33 (Fabian Andre, Gus Kahn, Wilbur Schwandt)
7. Soda Pop (feat. Michael Bublé) – 3:19 (Robbie Williams, Kelvin Andrews, Scott Ralph, Rich Scott, Danny Spencer)
8. Snowblind – 3:19 (Robbie Williams, Guy Chambers)
9. Puttin' on the Ritz – 2:32 (Irving Berlin)
10. Little Green Apples (feat. Kelly Clarkson) – 3:16 (Bobby Russell)
11. Minnie the Moocher – 3:41 (Cab Calloway, Irving Mills, Clarence Gaskill)
12. If I Only Had a Brain – 3:52 (Harold Arlen, Yip Harburg)
13. No One Likes a Fat Pop Star – 2:52 (Robbie Williams, Guy Chambers, Chris Heath)

Bonus track per l'edizione deluxe
1. Where There's Muck – 4:09 (Robbie Williams, Guy Chambers)
2. 16 Tons – 2:36 (Merle Travis)
3. Wedding Bells – 4:35 (Robbie Williams, Gary Barlow)

## Formazione
- Robbie Williams - voce, cori
- Nathan East - basso
- Jim Cox - pianoforte, organo Hammond B3, clavinet
- George Doering - chitarra acustica
- James Pearson - pianoforte
- Bernie Dresel - batteria
- Dave Catlin-Birch - basso, cori
- Guy Chambers - pianoforte, battito di mani, organo Hammond B3
- John Parricelli - chitarra
- Sam Burgess - basso
- Mike Lang - pianoforte
- Joey De Leon Jr. - percussioni
- Paul Morin - basso, contrabbasso
- Jeremy Stacey - batteria
- Trey Henry - basso, contrabbasso
- Andrew Synowiec - chitarra acustica
- Steve Henderson - percussioni
- Sam Dixon - basso
- Dave Hartley - pianoforte, organo Hammond
- Carl Verheyen - chitarra acustica
- Pete Korpela - percussioni
- Frank Ricotti - congas, tamburello, xilofono, vibrafono, marimba, shaker, glockenspiel
- Gary Kettel - percussioni
- Alec Dankworth - contrabbasso
- Chuck Findley - tromba
- Dan Fornero - tromba
- Wayne Bergeron - tromba
- Jeff Bunnell - tromba
- Larry Hall - tromba
- Craig Wild - tromba
- Jean Paul Gervisoni - tromba
- Paul Spong - tromba
- Simon Gardner - tromba
- Andy Martin - trombone
- Francisco Torres - trombone
- Alistair White - trombone
- Andy Wood - trombone
- Andrew Hallowell - trombone
- Mark Nightingale - trombone
- Alan Kaplan - trombone
- Craig Gosnell - trombone
- Dave Ryan - trombone
- Sal Lozano - sax
- Eric Marienthal - sax
- Dave Bishop - sax
- Jamie Talbot - sax
- Ian Ballamy - sax
- Bob Sheppard - sax
- Brian Scanlon - sax, clarinetto
- Jay Mason - sax, clarinetto, oboe
- Ayda Field, Oren Waters, Rick Logan, Gary Nuttall, Chloe Askew, Richard Scott, Cael Ralph, Danny Spencer, Scott Ralph, Cael Ralph, Ren Harvieu, Alvin Chea, Rick Logan, Andrea Grant, Ladonna Harley-Peters, Lorraine Cato - cori

## Successo commerciale
In Gran Bretagna, l'album debuttò in cima alla classifica (diventando il millesimo album numero 1) vendendo 109,000 copie. Durante la seconda settimana, Swings Both Ways scese alla posizione numero tre, per poi risalire alla numero due la settimana dopo, e tornare al numero uno nella sua quarta settimana di permanenza in classifica, vendendo 126,000 copie - con un incremento del 31% rispetto alla settimana precedente. Swings Both Ways si assicurò il titolo di album più venduto in Gran Bretagna nel periodo natalizio con vendite di oltre 126,000 copie. L'album è il quarto album più venduto del 2013 con 626,000 copie vendute.

## Classifiche
| Classifica (2013) | Posizione massima |
| ----------------- | ----------------- |
| Australia         | 2                 |
| Austria           | 1                 |
| Belgio (Fiandre)  | 4                 |
| Belgio (Vallonia) | 13                |
| Danimarca         | 2                 |
| Finlandia         | 18                |
| Francia           | 38                |
| Germania          | 1                 |
| Italia            | 5                 |
| Irlanda           | 2                 |
| Norvegia          | 7                 |
| Nuova Zelanda     | 12                |
| Paesi Bassi       | 2                 |
| Regno Unito       | 1                 |
| Repubblica Ceca   | 9                 |
| Spagna            | 13                |
| Svezia            | 5                 |
| Svizzera          | 1                 |
| Ungheria          | 5                 |

### Classifiche di fine anno
| Classifica (2013) | Posizione |
| ----------------- | --------- |
| Austria           | 3         |
| Germania          | 2         |
| Paesi Bassi       | 22        |
| Regno Unito       | 4         |
| Svizzera          | 18        |
| Ungheria          | 30        |